# Partito Riformatore Liberale
Il Partito Riformatore Liberale (in francese: Parti réformateur libéral - PRL) fu un partito politico belga di orientamento liberale operativo dal 1979 al 2002, quando confluì nel Movimento Riformatore.

## Storia

### Origini
Si affermò in seguito alla disgregazione del Partito della Libertà e del Progresso (PLP), avvenuta all'esito delle dure tensioni tra fiamminghi e valloni verificatesi verso la fine degli anni sessanta. Segnatamente:
- nel 1971, la componente francofona bruxellese del PLP aveva dato vita al Partito Liberal Democratico Pluralista (Parti libéral démocrate pluraliste - PLDP), alleato col Fronte Democratico dei Francofoni (nell'ambito del Rassemblement bruxellois)[1];
- nel 1972, il resto del PLP formò il Partito della Libertà e del Progresso in Vallonia (Parti de la Liberté et du Progrès en Wallonie - PLPW)[2];
- nel 1976, dalla fusione tra PLPW e il gruppo CRéER di Jean Gol (costituitosi in seguito ad una scissione da Raggruppamento Vallone) nacque il Partito delle Riforme e della Libertà di Vallonia (Parti des réformes et de la liberté de Wallonie - PRLW)[3], il cui congresso fondativo si tenne nel gennaio 1977[4][5];
- nel 1979, in seguito alla fusione tra PRLW e PLDP si affermò il Partito Riformatore Liberale[6].

### Sviluppi
Il partito si presentò per la prima volta alle elezioni parlamentari del 1981, in cui ottenne il 7,97% dei voti alla Camera.
Nel 1992 il PRL si alleò con i Federalisti Democratici Francofoni e l'anno successivo i due partiti si federarono. Nel 1998 il Movimento dei Cittadini per il Cambiamento (MCC), composto da fuoriusciti dal Partito Sociale Cristiano, si alleò con la federazione PRL-FDF. Nel 2002 i tre partiti e il Partito per la libertà e il progresso della comunità germanofona ("Partei für Freiheit und Fortschritt") si federarono, dando vita al Movimento Riformatore.

## Struttura

### Presidenti PLPW
| Nome                    | Periodo                            | Note                                                                                                |
| ----------------------- | ---------------------------------- | --------------------------------------------------------------------------------------------------- |
| Emile-Edgard Jeunehomme | 9 maggio 1971 - 16 ottobre 1973    | Presidente provvisorio dal 9 maggio 1971 al 28 maggio 1972. Eletto ufficialmente il 28 maggio 1972. |
| Joseph Moreau de Melen  | 16 ottobre 1973 - 16 dicembre 1973 | Presidente ad interim                                                                               |
| André Damseaux          | 16 dicembre 1973 - 15 gennaio 1977 | Eletto il 16 dicembre 1973.                                                                         |

### Presidente PRLW
| Nome           | Periodo                          | Note                          |
| -------------- | -------------------------------- | ----------------------------- |
| André Damseaux | 15 gennaio 1977 - 19 maggio 1979 | Rieletto il 26 novembre 1977. |

### Presidenti PRL
| Nome                              | Periodo                            | Note |
| --------------------------------- | ---------------------------------- | --- |
| André Damseaux                    | 19 maggio 1979 - 23 giugno 1979    | |
| Jean Gol                          | 23 giugno 1979 - 17 dicembre 1981  | Eletto il 23 giugno 1979.                                                                                             |
| Louis Michel                      | 17 dicembre 1981 - 20 gennaio 1990 | Presidente ad interim fino al 23 gennaio 1982. Eletto ufficialmente il 23 gennaio 1982, rieletto il 26 gennaio 1986.  |
| Daniel Ducarme e Antoine Duquesne | 20 gennaio 1990 - 15 marzo 1992    | Eletto il 16 dicembre 1989, ufficialmente insediato il 20 gennaio 1990.                                               |
| Jean Gol                          | 15 marzo 1992 - 18 settembre 1995  | Eletto il 15 marzo 1992, rieletto il 2 luglio 1995. Morto in carica.                                                  |
| Louis Michel                      | 18 settembre 1995 - 16 luglio 1999 | Presidente ad interim fino al 21 ottobre 1995. Eletto ufficialmente il 21 ottobre 1995, rieletto il 23 febbraio 1997. |
| Daniel Ducarme                    | 16 luglio 1999 - 24 marzo 2002     | Presidente ad interim fino al 21 novembre 1999. Eletto ufficialmente il 21 novembre 1999.                             |

## Risultati
| Elezione          | Voti    | %     | Seggi    |
| ----------------- | ------- | ----- | -------- |
| Parlamentari 1981 | 480.380 | 7,97  | 24 / 212 |
| Europee 1984      | 540.610 | 9,45  | 3 / 24   |
| Parlamentari 1985 | 619.390 | 10,21 | 24 / 212 |
| Parlamentari 1987 | 577.959 | 9,41  | 23 / 212 |
| Europee 1989      | 423.479 | 7,18  | 2 / 24   |
| Parlamentari 1991 | 501.647 | 8,14  | 20 / 212 |
| Europee 1994      | 541.724 | 9,09  | 3 / 25   |
| Parlamentari 1995 | 623.250 | 10,26 | 18 / 150 |
| Parlamentari 1999 | 630.219 | 10,14 | 18 / 150 |
| Europee 1999      | 624.445 | 10,03 | 3 / 25   |
| 1. 2.             |         |       |          |